# Giro d'Italia 1964
Il Giro d'Italia 1964, quarantasettesima edizione della "Corsa Rosa", si svolse in ventidue tappe dal 16 maggio al 7 giugno 1964 per un percorso totale di 4 070 km. Fu vinto da Jacques Anquetil dopo un lungo duello con l'esordiente Italo Zilioli, il quale si arrese solamente alla ventesima tappa, Cuneo-Pinerolo, per una crisi di fame.

## Tappe
| Tappa  | Data      | Percorso                              | km    | Vincitore di tappa | Leader cl. generale |
| ------ | --------- | ------------------------------------- | ----- | ------------------ | ------------------- |
| 1ª     | 16 maggio | Bolzano > Riva del Garda              | 173   | Vittorio Adorni    | Vittorio Adorni     |
| 2ª     | 17 maggio | Riva del Garda > Brescia              | 146   | Michele Dancelli   | Michele Dancelli    |
| 3ª     | 18 maggio | Brescia > San Pellegrino Terme        | 193   | Franco Bitossi     | Enzo Moser          |
| 4ª     | 19 maggio | San Pellegrino Terme > Parma          | 189   | Vito Taccone       | Enzo Moser          |
| 5ª     | 20 maggio | Parma > Busseto (cron. individuale)   | 50    | Jacques Anquetil   | Jacques Anquetil    |
| 6ª     | 21 maggio | Parma > Verona                        | 100   | Mino Bariviera     | Jacques Anquetil    |
| 7ª     | 22 maggio | Verona > Lavarone                     | 168   | Angelino Soler     | Jacques Anquetil    |
| 8ª     | 23 maggio | Lavarone > Pedavena                   | 183   | Marcello Mugnaini  | Jacques Anquetil    |
| 9ª     | 24 maggio | Feltre > Marina di Ravenna            | 260   | Pietro Zoppas      | Jacques Anquetil    |
| 10ª    | 25 maggio | Marina di Ravenna > San Marino (RSM)  | 135   | Rolf Maurer        | Jacques Anquetil    |
| 11ª    | 26 maggio | Rimini > San Benedetto del Tronto     | 185   | Raffaele Marcoli   | Jacques Anquetil    |
| 12ª    | 27 maggio | San Benedetto del Tronto > Roccaraso  | 257   | Walter Boucquet    | Jacques Anquetil    |
| 13ª    | 28 maggio | Roccaraso > Caserta                   | 188   | Giorgio Zancanaro  | Jacques Anquetil    |
| 14ª    | 29 maggio | Caserta > Castel Gandolfo             | 210   | Vittorio Adorni    | Jacques Anquetil    |
| 15ª    | 30 maggio | Roma > Montepulciano                  | 214   | Nino Defilippis    | Jacques Anquetil    |
| 16ª    | 31 maggio | Montepulciano > Livorno               | 199   | Franco Bitossi     | Jacques Anquetil    |
| 17ª    | 1º giugno | Livorno > Santa Margherita Ligure     | 210   | Franco Bitossi     | Jacques Anquetil    |
|        | 2 giugno  | giorno di riposo                      |       |                    |                     |
| 18ª    | 3 giugno  | Santa Margherita Ligure > Alessandria | 205   | Bruno Mealli       | Jacques Anquetil    |
| 19ª    | 4 giugno  | Alessandria > Cuneo                   | 205   | Cees Lute          | Jacques Anquetil    |
| 20ª    | 5 giugno  | Cuneo > Pinerolo                      | 254   | Franco Bitossi     | Jacques Anquetil    |
| 21ª    | 6 giugno  | Torino > Biella                       | 200   | Gianni Motta       | Jacques Anquetil    |
| 22ª    | 7 giugno  | Biella > Milano                       | 146   | Willy Altig        | Jacques Anquetil    |
| Totale | Totale    | Totale                                | 4 070 |                    |                     |

## Squadre e corridori partecipanti
Partecipano alla corsa 130 ciclisti in rappresentanza di tredici squadre.
| N.    | Cod. | Squadra |
| ----- | ---- | ------- |
| 1-10  | CYN  | Cynar   |
| 11-20 | CAR  | Carpano |
| 21-30 | CIT  | Cite    |
| 31-40 | GAZ  | Gazzola |
| 41-50 | IBA  | IBAC    |
| 51-60 | IGN  | Ignis   |
| 61-70 | LEG  | Legnano |

| N.      | Cod. | Squadra         |
| ------- | ---- | --------------- |
| 71-80   | LYG  | Lygie           |
| 81-90   | MOL  | Molteni         |
| 91-100  | SAL  | Salvarani       |
| 101-110 | SPR  | Springoil-Fuchs |
| 111-120 | STR  | Saint-Raphaël   |
| 121-130 | ROM  | Flandria-Romeo  |

## Classifiche della corsa

### Classifica generale - Maglia rosa
| Pos. | Corridore         | Squadra     | Tempo      |
| ---- | ----------------- | ----------- | ---------- |
| 1    | Jacques Anquetil  | St. Raphaël | 115h10'27" |
| 2    | Italo Zilioli     | Carpano     | a 1'22"    |
| 3    | Guido De Rosso    | Molteni     | a 1'31"    |
| 4    | Vittorio Adorni   | Salvarani   | a 2'22"    |
| 5    | Gianni Motta      | Molteni     | a 2'38"    |
| 6    | Renzo Fontona     | Ignis       | a 3'30"    |
| 7    | Marcello Mugnaini | Lygie       | a 5'05"    |
| 8    | Franco Balmamion  | Cynar       | a 6'00"    |
| 9    | Rolf Maurer       | Cynar       | a 7'47"    |
| 10   | Franco Bitossi    | Springoil   | a 9'20"    |

### Classifica scalatori
| Pos. | Corridore               | Squadra   | Punti |
| ---- | ----------------------- | --------- | ----- |
| 1    | Franco Bitossi          | Springoil | 200   |
| 2    | Antonio Gómez del Moral | Ignis     | 140   |
| 3    | Franco Balmamion        | Cynar     | 110   |
| 3    | Vito Taccone            | Salvarani | 110   |
| 5    | Italo Zilioli           | Carpano   | 70    |